# Стівен Р. Макквін
Сті́вен Р. Маккві́н (англ. Steven R. McQueen; 13 липня 1988, Лос-Анджелес) — американський актор, найбільш відомий за  Кайла Гантера в серіалі «Кохання вдівця» і ролі Джеремі Ґілберта з телесеріалу «Щоденники вампіра».

## Життєпис
Стівен є внуком уславленого актора Стіва Макквіна, сином Чада Макквіна й пасинком кколишнього канадського хокеїста Люка Робітайла. Стівен має рідних брата й сестру з боку батька — Чейса й Медісон Макквін, а також брата з боку матері — Джесаре Робітайл (Jessarae Robitaille) .
Мати Стівена не хотіла, щоби він став актором, але коли йому виповнилось 16 років, він вирішив піти на курси акторської майстерності. 2005 року він дістав епізодичну роль у телесеріалі «Межа», а потім зіграв у серіалі «Кохання вдівця». 2007 року, знявшись у короткометражному кіно «Club Soda», здобув нагороду на кінофестивалі в Беверлі-Гіллз у номінації «Найкращий актор».
Стівен має два татуювання: у вигляді птаха й бабки з ініціалами матері.

## Особисте життя
Протягом тривалого часу зустрічався зі своєю партнеркою за знімальним майданчиком серіалу «Щоденники вампіра» — Кендіс Акколою, що виконує роль Керолайн Форбс. Але в листопаді 2011 року зіркова пара розлучилась. Зустрічається з Челси Кэйн що відома за серіалом «Jonas», де грає Стеллу. Але пара розлучилась. Зустрічається з Гіларі Гарлей.

## Фільмографія
| Рік  | Назва      | Оригінальна назва  | Роль           | Примітки               |
| ---- | ---------- | ------------------ | -------------- | ---------------------- |
| 2006 |            | Club Soda          | The Kid        | Короткометражний фільм |
| 2008 |            | Minutemen          | Derek Beaugard |                        |
| 2008 |            | American Breakdown | The Kid        | Короткометражний фільм |
| 2010 | Піраньї 3D | Piranha 3D         | Джейк Форестер | Головна роль           |

| Рік        | Назва                    | Оригінальна назва   | Роль            | Примітки                                               |
| ---------- | ------------------------ | ------------------- | --------------- | ------------------------------------------------------ |
| 2005       | Межа                     | Threshold           | Jordan Peters   | Episode: "Blood of the Children"                       |
| 2005–2006  | Евервуд                  | Everwood            | Кайл Гантер     | 7 епізодів                                             |
| 2008       | Числа                    | Numb3rs             | Крейг Езра      | Епізод: "Atomic No. 33"                                |
| 2008       | Без сліду                | Without a Trace     | Will Duncan     | Episode: "True/False"                                  |
| 2008       | CSI: Місце злочину Маямі | CSI: Miami          | Кейт Волш       | Епізод: "Gone Baby Gone"                               |
| 2009—2017  | Щоденники вампіра        | The Vampire Diaries | Джеремі Ґілберт | Головна роль 1—6 сезон, Гість 8 сезон 100 епізодів аді |
| 2015— 2016 | Пожежні Чикаго           | Chicago Fire        | Джимми Бореллі  | Головна роль 25 епізодів                               |
| 2016       | Поліція Чикаго           | Chicago P.D￼        | Джимми Боррелі  | Періодична роль 3 епізоди                              |
| 2018       | Спадок                   | Legacies            | Джеремі Гілберт | Гість                                                  |